# 弾力運用
弾力運用（だんりょくうんよう）とは、法令を事情や状況に応じて弾力的に運用することであり、弾力的運用とも呼ばれる。

## 概要
法律には、弾力的な運用が可能な条文が存在する場合がある。細かなルールや技術的な事項まで法律に規定してしまうと、かえって分かりにくい内容となり法解釈上の支障が出るだけでなく、迅速な改正や弾力的な運用に弊害が出るため、これらの細目的な事項については、法律よりも下位の法令である命令に委任されている。例えば、『○○については、政令で定める』と規定されている場合、これは改正等が複雑な法律ではなく、法律よりも改正が容易な『○○法施行令』などで規定しているため、迅速な改正や弾力的な運用が可能である。